# Rampenkiste von Schortewitz

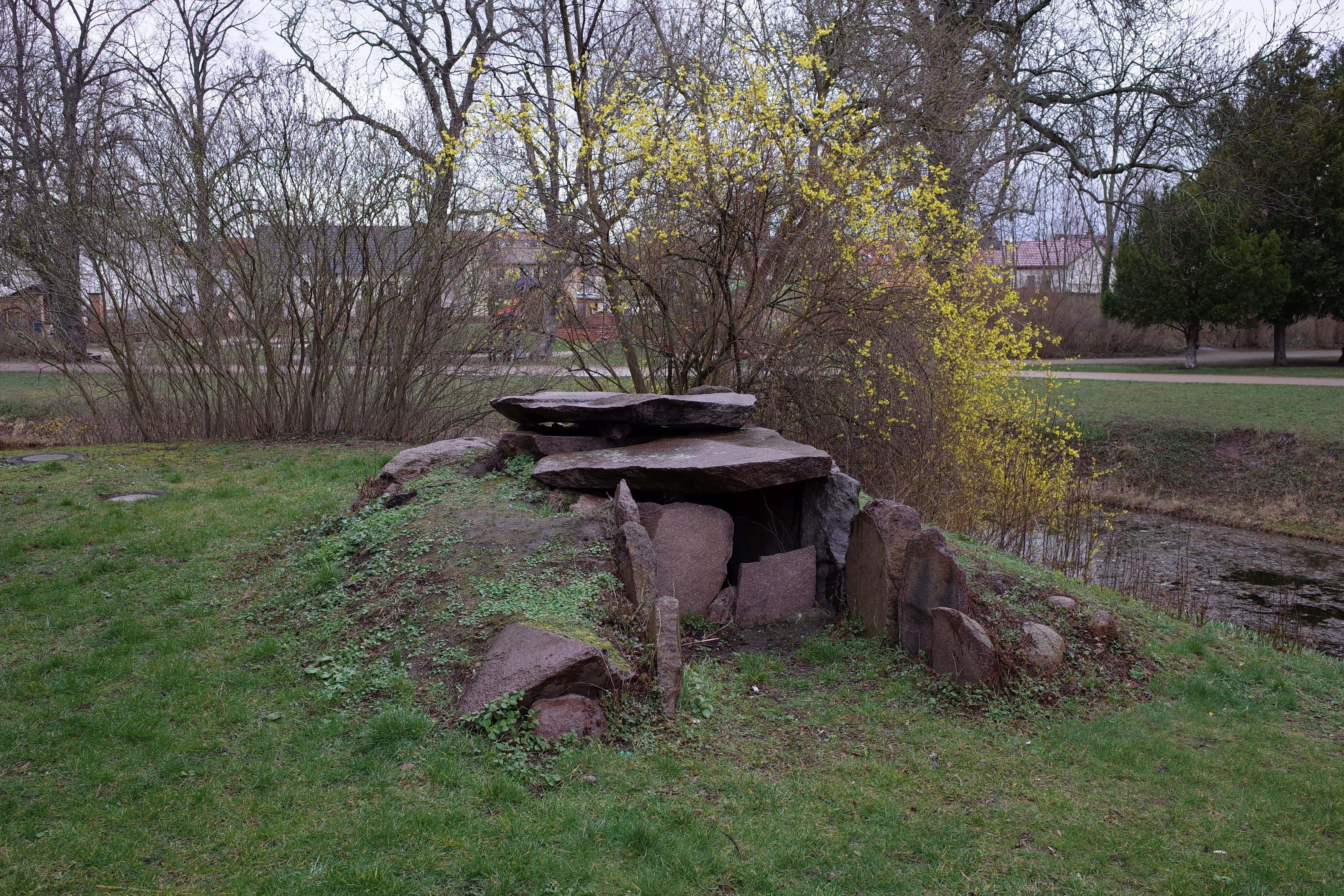
Rampenkiste von Schortewitz

Die Rampenkiste von Schortewitz ist eine, 2001 neben den Ferdinandsbau auf den Schlosshof in Köthen, umgesetzte Rampenkiste. Sie liegt neben der ebenfalls dorthin versetzten Steinkiste von Plömnitz und ist im örtlichen Denkmalverzeichnis mit der Erfassungsnummer 428311142 als Bodendenkmal eingetragen.

## Allgemeines
Die 5.000 Jahre alte, als „Schortewitzer Rampenkiste“ bekannte Megalithanlage befand sich ursprünglich nordwestlich von Schortewitz in Sachsen-Anhalt an der Fuhne auf dem Windmühlenberg, unweit des „Schortewitzer Heidenberges“, einem Großdolmen, der hinter dem Haus Heidenberg Nr. 5 liegt. Dies die südlichste Gruppe von Großsteingräbern im Osten von Mitteleuropa.

## Beschreibung
Die 1912 durch den Kreiskonservator Walter Götze ausgegrabene Rampenkiste besteht aus drei großen Platten (an den Seiten beziehungsweise am Ende) und drei kleinen, (eine fehlt) überlappenden Platten an der Zugangsseite, sowie zwei Decksteinen, die eine 1,55 m lange Kammer bilden. Die Rampe hat seitlich vier bzw. drei Begrenzungssteine, die aber unvollständig sein können. Der Grabhügel hatte einen Durchmesser von etwa 40 m und enthielt die Kiste mit dem Skelett eines Mannes.